# Taphozous longimanus
Taphozous longimanus — є одним з видів мішкокрилих кажанів родини Emballonuridae.

## Поширення
Країни поширення: Бангладеш, Камбоджа, Індія, Індонезія, Малайзія, М'янма, Непал, Шрі-Ланка, Таїланд. Був записаний до 1200 м над рівнем моря. Знайдені в різних місцях проживання від посушливих районів до вологих зон. Лаштує сідала в печерах, старих тунелях, печерах, стародавніх фортецях, підземеллях, колодязях, западинах, кронах дерев, карнизах будинків колоніями від одного до сотні кажанів. З'являється на полювання рано ввечері літає швидко, харчується тарганами і жуками. Є два сезони розмноження один в середині січня, а інший в середині травня.

## Загрози та охорона
В цілому, цьому виду істотно нічого не загрожує. Ймовірно, живе на багатьох охоронних територіях.